# Turecko na Letních olympijských hrách 1996
Turecko se účastnilo Letní olympiády 1996. Zastupovalo ho 53 sportovců (44 mužů a 9 žen) v 9 sportech.

## Medailisté
| Medaile | Jméno             | Sport    | Soutěž                     |
| ------- | ----------------- | -------- | -------------------------- |
| Zlato   | Halil Mutlu       | Vzpírání | Muži do 54 kg              |
| Zlato   | Naim Süleymanoğlu | Vzpírání | Muži do 64 kg              |
| Zlato   | Hamza Yerlikaya   | Zápas    | muži řecko-římský do 82 kg |
| Zlato   | Mahmut Demir      | Zápas    | muži volný styl do 130 kg  |
| Stříbro | Malik Beyleroglu  | Box      | Muži Váha střední do 75 kg |
| Bronz   | Mehmet Âkif Pirim | Zápas    | muži řecko-římský do 62 kg |